# Kosten- und Leistungsrechnung
Die Kosten- und Leistungsrechnung (KLR), auch als Kosten- und Erlösrechnung (KER), Kostenrechnung (KoRe) oder Betriebsergebnisrechnung bezeichnet, ist ein Aufgabengebiet der Betriebswirtschaftslehre.
Sie ist Teil des internen Rechnungswesens und unterliegt insgesamt nicht derart stark bindenden gesetzlichen Vorschriften wie die Finanzbuchhaltung. Die KLR dient in erster Linie der internen Informationsbereitstellung für die kurzfristige operative Planung von Kosten und Erlösen sowie deren Kontrolle anhand von Plan-, Soll- und Istdaten. Die langfristige strategische Planung erfolgt mit Hilfe der Investitionsrechnung.

## Zielsetzung
Die KLR ist ein institutionalisiertes Informationssystem, das alle wirtschaftlich auswertbaren Vorgänge der Informationsgewinnung und -verarbeitung über angefallene oder geplante Geschäftsvorgänge beinhaltet und vorwiegend an Unternehmensinterne gerichtet ist. Die KLR dient der Ermittlung von Kosten- und Leistungsinformationen zur besseren Übersichtlichkeit der Betriebsbilanz. Hauptaufgabe der KLR ist der Nachweis des Werteverzehrs von betriebswirtschaftlichen Produktionsfaktoren bezogen auf die Wertschöpfungskette in einer Rechnungsperiode.
Ziele und Aufgaben der KLR sind:
- die Wirtschaftlichkeitskontrolle der Prozesse, Kostenstellen, Abteilungen bzw. Betriebe mittels Soll/Ist-Vergleich, Zeitvergleich oder Institutionenvergleich,
- die Kostenkalkulation und Nachkalkulation und Bewertung der Kostenträger,
- die Ermittlung von Selbstkosten für öffentliche Aufträge auf Basis des Preisgesetzes,
- Gewinnung von Informationen als Basis für Entscheidungsrechnungen, z. B. über Eigenfertigung oder Fremdbezug (Produktpolitik) oder Annahme oder Abgabe von Angeboten (Preispolitik),
- Ermöglichung der Umsetzung einer kurzfristigen Erfolgsrechnung (kER); Voraussetzung ist eine korrekte Kosten- und Leistungserfassung,
- Bewertung der Warenvorräte in der Jahresbilanz,
- Erfassung aller Kosten und Leistungen,
- Ermittlung der Verkaufspreise von Produkten[1].

Grundsätzlich gilt für die Einführung oder Beibehaltung der Kostenrechnung, dass diese Aufgaben selbst nicht mehr Kosten verursachen dürfen, als sie Einsparungen und Wertschöpfung – im Sinne der Informationsbeschaffung – für den Betrieb bringen.
Für alle Kostenrechnungsverfahren mit der retrospektiven Analyse gilt wegen der fehlenden Bindung an den bereits abgelaufenen Prozess, dass sie keinen steuernden Eingriff in das laufende betriebliche Geschehen erlauben.

## Datenermittlung und -aufbereitung
Die KLR erhält ihre Quelldaten aus der Finanzbuchhaltung, der Betriebsstatistik, aus externen Quellen sowie durch Eigenerstellung (zum Beispiel kalkulatorische Kosten). Die KLR ist heute in größeren Unternehmen Bestandteil von ERP-Systemen und bezieht aus diesen Systemen viele Quelldaten wie z. B. Arbeitspläne und Stücklisten für die Kalkulation und Ausführungszahlen von Prozessen für eine Prozesskostenrechnung.
Die Aufbereitung und Verarbeitung dieser Quelldaten erfolgt nach bestimmten Kriterien der Kostenentstehung und -aufteilung: Man spricht allgemein von der Abgrenzungsrechnung, im Speziellen von den Drei Stufen der Kostenrechnung:
- Kostenartenrechnung
- Kostenstellenrechnung
- Kostenträgerrechnung

Diese Daten werden dann laufend in ein Kostenrechnungssystem übernommen.

## Systeme der Kostenrechnung
Sowohl historisch als auch methodisch unterscheidet man zwischen verschiedenen Systemen der Kostenrechnung und ihren Ausprägungen, die sich inhaltlich oft überschneiden. Für sehr kurzfristige Entscheidungen bietet sich die Deckungsbeitragsrechnung an und für kurz- bis mittelfristige Entscheidungen die Vollkostenrechnung. Langfristige Entscheidungen werden auf Grundlage der Investitionsrechnung getroffen, welche nicht zur Kosten- und Leistungsrechnung gehört. Im genaueren:
- Vollkostenrechnung, seit etwa 1950. Ausprägungen:
  - Plankostenrechnung
  - Normalkostenrechnung
  - Istkostenrechnung

- Teilkostenrechnung, seit etwa 1975, erfordert eine intensivere Datenerhebung. Ausprägungen:
  - Deckungsbeitragsrechnung:
    - Direct Costing
    - Fixkostendeckungsrechnung
    - Profit-Center-Rechnung als Erweiterung der Kostenstellenrechnung zur Ergebnisermittlung auf Abteilungs- und Geschäftsbereichsebene.

  - Grenzplankostenrechnung
  - Zielkostenrechnung
- Prozesskostenrechnung (Activity-based costing), geht historisch auf die Vollkostenrechnung zurück
- Projektkostenrechnung
- Vor- und Nachkalkulation
- Periodenrechnung

Einen völlig anderen Weg geht die relative Einzelkostenrechnung nach Paul Riebel, die die Kosten und Leistungen ausschließlich nach dem Identitätsprinzip zuordnet.
Zum Teil werden bestimmte praktische Gebiete des Operations Research auch als Zusatzaufgaben der Kostenrechnung gesehen.